# Acanthohamingia shiplei
Acanthohamingia shiplei is een lepelworm uit de familie Bonelliidae.
De wetenschappelijke naam van de soort werd in 1910 door Ikeda gepubliceerd.